# 田中潤也
田中 潤也【Junya Tanaka】（たなか じゅんや 1980年11月26日 - ）は、株式会社ウィーズ所属、日本の音楽プロデューサー、作曲家、編曲家、キーボーディスト、マニピュレーター、音楽監督、ディレクター。長崎県佐世保市出身。
幼少よりピアノを習い、父親の趣味で映画音楽のレコードを聴いているのをずっと隣で聴いていた小学生だった。
初めて買ってもらったのは、当時小室哲哉がプロデュースしていたシンセサイザーYAMAHA EOS B700。そのシンセサイザーで初めて作曲、編曲を始める。高校の頃はボン・ジョヴィや、ニルバーナ、Radioheadなどのコピーバンドに入っていた。
23歳で音響効果会社に入社後、バラエティ番組など収録現場の現場音効を務める。退社後、作曲家として「マッスルミュージカル」の音楽制作チームとしてラズベガス公演などの立ち上げに参加し、作曲家として26歳でキャリアをスタートさせる。劇伴などの音楽制作を得意とするかたわら、ぁぃぁぃ、佐咲紗花 、西沢幸奏などJ-POPアーティストへの楽曲提供や、AAA「トリプルエー」への楽曲リミックスや、與真司郎への楽曲提供も行っている。「龍が如く」などのゲーム音楽や、バラエティ番組、「モーターショー」などの企業用イベントへの楽曲提供まで幅広い知識で、様々なコンテンツの音楽に対応できるスキルをもち、舞台の音楽監督も務めている。
近年では所属している事務所の作家、アーティストの音楽制作におけるマネジメントも担い、マネジメントスタッフとしても精力的に活動している。
「それいけ!アンパンマン」「しまじろうのわお!」などのスーツアクターにおけるミュージカルショーの音源制作や、現場オペレーターも長年担当している。
また、ライブマニュピレーターとして「CODE-V」「Kannivalism」「baroque」などのアーティストに携わる。

## 略歴
2003年に音響効果会社入社後、テレビ番組、DVDの音響効果業務に携わる。
2006年より作曲家として舞台『マッスルミュージカル』に携わり、音楽制作チームの一員として、ラスベガスなどの海外公演を含む約3年間すべてのステージ音楽・効果音に携わる。
現在までに多くの舞台の劇伴を手がけ、テレビアニメの劇伴制作も行い、PlayStationや、アプリゲーム、遊戯機のBGM、効果音も多数携わり、アーティストへの楽曲提供など、幅広くサウンド制作に関わる。作曲・編曲・譜面制作・レコーディングまでの一貫した業務が可能。
自身のレコーディングスタジオを所有しており、音楽プロデューサーとしてどんな案件でも、安定した質の高い楽曲を仕上げる事を得意としている。

## 制作実績（タイトル）
| アーティスト           | 担当               | アルバム名                                               | 曲名                                                                 |
| ---------------------- | ------------------ | -------------------------------------------------------- | -------------------------------------------------------------------- |
| 與 真司郎 from AAA     | 作曲               | THIS IS WHERE WE PROMISE                                 | M7：「CRY」                                                          |
| ぁぃぁぃ（廣田あいか） | 作曲・編曲・ピアノ | 1st EP『冬来りなば春遠からじ。』                         | M4：「小春日和」                                                     |
| 西沢幸奏               | 作曲               | 吹雪                                                     | C/W「Meaning」                                                       |
| マッチョ２９           | 編曲               | VIVA!MACHO                                               | M8：「少しでも悲しい気持ちになるのならば、それは初恋とは呼ばない。」 |
| AAA                    | Remix              | Dream After Dream 〜夢から醒めた夢 / 逢いたい理由        | 「逢いたい理由 P-RhythmM Wark Mix」                                  |
| 佐咲紗花               | 編曲               | 「木洩れ陽のノスタルジーカ」 オープニングムービー 主題歌 | 「Eternal Wish」                                                     |

【ゲーム】
- セガ 『龍が如く 叶えし者』
- バンダイナムコエンターテインメント『アスタリスク フェスタ 煌めきのステラ』
- DMM『一血卍傑』
- スクウェア・エニックス『JUSTICE MONSTER』他

【CM】
- 薄桜鬼
- 嘉衛門(中古車販売会社 )他
- ELLE Japan【川口春奈】[ALLイタリア撮影！ローマで過ごす特別なホリデー｜]

【PV】
- ランボルギーニ
- レクサス
- オメガ他

【劇伴】
- 「フォーカード」テレビ東京系 アニメ
- 「黒猫モンロヲ」中京テレビアニメ
- 「マッスルミュージカル」
- 「忍たま乱太郎」地デジ音頭
- 「男おいらん」音楽監督
- 「歌舞伎の王子様」
- 「舞台 擬人カレシ けもみみ大作戦」
- 「CLOCK ZERO 〜終焉の一秒〜」
- 「ウルトラマンフェスティバル」
- 「舞台 マフィアモーレ」
- 「しまじろうコンサート」（有明コロシアム）他

【イベント音楽】
- 「たまごっちショー」
- 「ウルトラマンフェスティバル」
- 「ウエラ TREND VISION SUPER LIVE 2012」
- 「シーテックジャパン SONYブース 4Kエキシビジョン」
- 「北野 武 東京オペラシティ 展覧会「Gosse de peintre」」
- 「トヨタ自動車 福岡ドームイベント」
- 「TCK大賞 会場イルミネーション」
- 「円谷プロダクションなりきりムービー告知CM」
- 「東京モーターショー2015」HONDAブース

【マニピュレーター】
- 「Kannivalism」
- 「baroque」
- 「CODE-V」

## 年譜
- 2002年 - 音響効果会社へ入社。テレビ番組の音響効果に携わる。
- 2006年 - マッスルミュージカルの音楽制作チームに加わり、その後３年間全ての立ち上げに参加
- 2018年
  - テレビ東京で放送のアニメ『フォーカード[1]』の音楽・音響効果
  - 『CODE-V』TOKYO DOME CITY HALLEにて解散ライブのマニピュレーターシステム構築、オペレーター
  - 『年末ジャンボ宝くじ（東京オペラシティ）』音楽プロデュースを担当。
- 2019年
  - 『真夜中アイドル!モザチュン』明羽貴彦(CV:生田鷹司)『ギルティ×ギルティ×ギルティ』[2]作曲プロデュース
  - 『ドリームジャンボ宝くじ（宝塚劇場）』サウンドプロデュース
  - マッチョ29『少しでも悲しい気持ちになるのならば、それは初恋とは呼ばない。』編曲
  - HAPPY☆ANNIVERSARY メジャーデビューシングル『マリオネット』[3]楽曲アレンジ
  - Niiisan's 1stワンマンライブ『1%』ツアーマニピュレーター
- 2020年 - ぁぃぁぃ 1stEP 『冬来りなば春遠からじ。』M04『小春日和』作曲・編曲
- 2021年 - 與真司郎  『CRY』作曲
- 2022年
  - それいけ!アンパンマン ミュージカル 『おもちゃの国とみんなのたからもの』音源制作・編曲
  - 舞台『凪のように穏やかに』 劇伴作曲・編曲
  - 舞台『MARGINA#4』 主題歌『Pure Lip』作曲・全楽曲サウンドプロデュース
- 2023年 - ELLE Japan CM（川口春奈） 作曲・編曲